# Kolonie Sagradowka
Die Kolonie Sagradowka war eine russlandmennonitische Ansiedlung in der Ukraine.

## Geschichte
Die Siedler stammten aus der Kolonie Molotschna. Von 1872 bis 1879 wurden 16 Dörfer gegründet, auf Land, das ehemals dem Gutsbesitzer Sagradsky gehörte. Die Siedlungen lagen am Westufer des Inhulez westlich von Nikolopol und der Kolonie Kronau gegenüber. Zu Hause wurde meist Danziger Dialekt gesprochen. Anfangs war die Kolonie eher ärmlich, aber nachdem die Kolonie 1916 einen Bahnanschluss erhalten hatte, entstanden Fabriken und Windmühlen. 1897 entstand im Kaukasus bei der Bahnstation Suorowskaja die Gemeinde Nikolaifeld als eine Tochterkolonie von Sagradowka. 1893 gingen einige Familien an den Don, 1894 wanderten einige nach Ufa aus. 1900 erhielt Sagradowka einen Anteil an der neugegründeten Kolonie Terek. 1902 entstanden 75 km südlich von Sagradowka die Tochterkolonien Alexandrowka und Werowka. Nach dem Bürgerkrieg wanderten viele Bewohner Sagradowkas nach Übersee aus. Später gehörten die Dörfer zusammen mit den Ansiedlungen der Kolonie Kronau zum Deutschen Nationalrayon Fritz Heckert. Bis 1938 war Deutsch die Unterrichtssprache, danach Russisch und Ukrainisch. Die Verbliebenen schlossen sich beim Rückzug der deutschen Truppen 1943 dem Flüchtlingstrek an.

## Kirchengemeinden
Eine erste Kirchengemeinde sollte ursprünglich im zentralen Ort Tiege gegründet werden, doch tatsächlich wurde die Kirche in Nikolaifeld gebaut, so dass die Gemeinde Nikolaifelder Gemeinde hieß. Jedoch waren viele mit dieser Gemeinde unzufrieden, so dass eine weitere Gemeinde entstand, die 1888 eine neue Kirche nach dem Muster der Lichtenauer Kirche erbaute. Diese Kirche wurde 1889 eingeweiht. Die Mennoniten-Brüdergemeinde Tiege hatte bereits 1888 ein Versammlungshaus gebaut. In Ohrloff entstand 1907 eine eigene Mennonitengemeinde.

## Forstei
Die Forstei Wladmirowo schob sich als zwei Erst breiter Streifen Land in die Mitte der Ansiedlung hinein. Am östlichen Ende lagen die Kaserne und Bauten der Forstei selbst. Diese Anlage war eine von sechs Kasernen für mennonitische Dienende im südlichen Russland. Der heutige Ort Lissowe (ukrainisch Лісове) scheint sich auf die Forstei zu beziehen. Hier mussten Mennoniten Dienst als Ersatz für den verweigerten Wehrdienst leisten.
| Nr. | ursprünglicher Name              | heutiger Name       | ukrainisch        | Gründung |
| --- | -------------------------------- | ------------------- | ----------------- | -------- |
| 1   | Alexanderfeld, Nowo Alexandrowka | Nowoolexandriwka    | Новоолександрівка | 1892     |
| 2   | Neu-Schönsee                     | Oseriwka            | Озерівка          | 1872     |
| 3   | Friedensfeld / Mariwka           | Oseriwka            | Озерівка          | 1872     |
| 4   | Neu-Halbstadt                    | Riwnopillja         | Рівнопілля        | 1876     |
| 5   | Nikolaifeld, Nikolskoje          | Mykilske            | Микільське        | 1827     |
| 6   | Orloff                           | Orlowe              | Орлове            | 1872     |
| 7   | Blumenort                        | Switliwka           | Світлівка         | 1873     |
| 8   | Tiege, Tigelikotschubejew        | Kotschubejiwka      | Кочубеївка        | 1873     |
| 9   | Altonau                          | Pryhirja            | Пригір'я          | 1873     |
| 10  | Rosenort                         | Rosiwka             | Розівка           | 1875     |
| 11  | Münsterberg                      | Sahradiwka          | Заградівка        | 1875     |
| 12  | Gnadenfeld, Gnadowka             | Blahodatne          | Благодатне        | 1876     |
| 13  | Schönau                          | Krasniwka           | Краснівка         | 1877     |
| 14  | Steinfeld                        | Kamjanka            | Кам'янка          | 1879     |
| 15  | Nikolaidorf                      | nicht mehr existent |                   | 1879     |
| 16  | Reinfeld                         | Sofijiwka           | Софіївка          | 1883     |
| 17  | Alexanderkrone                   | nicht mehr existent |                   | 1883     |